# 特雷斯登戴拿模
德累斯顿迪納摩體育俱樂部（SG Dynamo Dresden）是一家德國的足球俱樂部。主場設在薩克森州城市德累斯顿。俱樂部成立於1950年，是德意志民主共和国的德国人民警察下屬足球俱樂部。德累斯顿迪納摩是東德最受歡迎和最為成功的足球俱樂部之一，過去曾八次獲得東德足球甲級聯賽的冠軍。但在兩德統一後，俱樂部陷入了動蕩，在1991-1995年期間，參加過德甲聯賽賽事。目前德累斯顿迪納摩參加德國足球丙級聯賽賽事。2013-2014賽季，球隊在德乙排名第17名，降級德丙。2015–16賽季，球队摘得德丙冠军，重返德乙。

## 榮譽
- 德國丙組足球聯賽冠軍：2
  - 2015-16、2020-21
- 東德足球甲級聯賽冠軍：8
  - 1953、1971、1973、1976、1977、1978、1989、1990
- 東德杯冠軍：7（其中有一次與馬德堡共有）
  - 1952、1971、1977、1982、1984、1985、1990
- 聯盟杯
  - 半決賽 1989
- 北部高級聯賽：1
  - 冠軍2002
- 薩克森杯：2
  - 冠軍2003, 2007
- 東德青年杯：2
  - 1982, 1985

## 外部連結
- Official team site （页面存档备份，存于）
- Abseits Guide to German Soccer （页面存档备份，存于）